# TAG Colonia-Immobilien
Die TAG Colonia-Immobilien AG, vormals Colonia Real Estate AG, ist eine in Deutschland tätige, börsennotierte Immobilieninvestment- und Asset-Management-Gesellschaft mit Sitz in Hamburg. Das Unternehmen war im Entry Standard gelistet. Das Portfolio umfasst rund 19.000 Wohneinheiten mit einer Fläche von 1.162.845 m².
Die Investitionssparte des Unternehmens konzentriert sich auf renditestarke Wohnimmobilien in Wachstumsregionen für den Eigenbestand und opportunistische Coinvestments mit Partnern im Bereich Gewerbeimmobilien. Muttergesellschaft ist die im MDAX gelistete TAG Immobilien AG.

## Firmengeschichte
Ihre Wurzeln hat die Gesellschaft in der 1875 gegründeten Küppersbusch AG, die seit 1898 börsennotiert ist. Im März 2003 übernahm die Fortman Cline Gruppe 85 Prozent der Küppersbusch AG. Der Firmenmantel des Hausgeräteherstellers wurde als Immobilien- und Beteiligungsgesellschaft fortgeführt und in Colonia Real Estate AG umbenannt. Diese übernahm im Jahr 2004 86 Prozent der ARCON Trust GmbH durch eine Sachkapitalerhöhung. Das Anlagevermögen des Trustes bestand aus drei Marriott Hotels der Courtyard Klasse und einem Bürogebäude. Im Juni des gleichen Jahres übernahm man 94 Prozent der niederländischen Grasmus Holding B.V. von der Cerberus-Gruppe. Die Grasmus Holding B.V. verfügte zu diesem Zeitpunkt über insgesamt rund 3.500 Wohnungen in Norddeutschland.
Im Januar 2005 wurde die Firma in den Deutschen Immobilienaktienindex, einen privaten Aktienindex des Bankhauses Ellwanger & Geiger, aufgenommen. Im Februar 2006 erweiterte man durch Übernahme einer Mehrheit an der Resolution GmbH, der heutigen CRE Resolution GmbH, den Geschäftsbetrieb auf das Asset-Management. Es folgte durch Gründung der heutigen Colonia Fonds Management GmbH das Geschäftsfeld Konzeption und Vertrieb strukturierter Investmentprodukte, insbesondere geschlossener Immobilienfonds. Zugleich wurde die CRE 2006 in weitere Aktienindizes, unter anderem der FTSE Group und den SDAX, aufgenommen.
Im Februar 2007 erfolgte der Kauf von je 51 % der Geschäftsanteile an zwei Wohnimmobiliengesellschaften mit einem Wohnungsbestand von insgesamt 9.857 Wohnungen an den Standorten Aachen, Freiburg, Hamburg, Kiel, Köln, Osnabrück und Salzgitter. Verkäufer waren die BGP Investment S.à.r.l. und die Babcock Brown Residential Property 1 S.à.r.l. Co. KG. Im Juni wurde eine weitere Firma übernommen, und zwar durch den Erwerb von 70 % der in Stuttgart ansässigen accentro real estate GmbH (heutige CRE Accentro GmbH). Der Expansionskurs durch Firmenbeteiligungen wurde sodann im September durch Übernahme von 94,9 % der Aktien der Signa Real Estate Capital Partners Berlin Holding AG fortgesetzt, welche über ein gemischtes Wohn- und Gewerbeimmobilien-Portfolio aus 948 Wohneinheiten sowie 86 Gewerbeeinheiten größtenteils im Berliner Westen liegend verfügte.
Im Jahr 2008 verdoppelte sich das Konzernergebnis auf 67,1 Millionen Euro, und erstmals wurde den Aktionären eine Dividende gezahlt. Die Auswirkungen der internationalen Finanzkrise zwangen die CRE Gruppe im Dezember des gleichen Jahres zu Kostensenkungen und zur Konzentration auf die Kernbereiche Investments und Asset Management. Zwei Tochtergesellschaften, darunter die Colonia Fonds Management GmbH, werden durch einen Management Buyout veräußert.
Eine Kapitalerhöhung mit einem Volumen von 3,6 Mio. Euro konnte im Jahr 2009 bei institutionellen Investoren platziert werden. Ein neuer Standort wurde im gleichen Jahr in Dresden eröffnet, zugleich aber der Standort Düsseldorf aufgrund einer Neustrukturierung des Bereichs Refurbishment/Projektentwicklung geschlossen. Ein weiterer Eigenkapitalzufluss von 13 Mio. Euro konnte in 2009 durch Umwandlung im Jahr 2004 emittierter Optionsscheine in neue Aktien erzielt werden, die Ausübungsquote betrug 96,4 %. Im September 2009 gelang ein Verkauf von rund 1.000 Wohnungen in Berlin für 67 Mio. Euro an ein Konsortium bestehend aus der conwert Immobilien Invest SE und der Kronberg RE Deutschland GmbH.
Eine weitere Kapitalerhöhung von rund 10,8 Mio. Euro gelang im Oktober 2010, bevor im November die TAG Immobilien AG mit 25,2 % neuer Großaktionär der Colonia wurde. Diese erhöhte bis Februar des Folgejahres ihren Aktiengesellschaft auf rund 60 % und später auf 84,1 %.
Im Juli 2011 verschmolz man die Colonia Real Estate Solutions GmbH mit der LARUS Asset Management GmbH und benannte das entstandene Unternehmen in POLARES Real Estate Asset Management GmbH um. Diese übernahm im Oktober 2012 noch das Service-Segment der Colonia Real Estate.
Seit Ende 2016 heißt die Gesellschaft TAG Colonia-Immobilien AG.

## Beteiligungen
- TAG Grasmus Immobilien GmbH, Hamburg (94 %)
- Emersion Grundstücksverwaltungsgesellschaft mbH, Hamburg (94 %)
- Domus Grundstücksverwaltungsgesellschaft mbH, Hamburg (94 %)
- Colonia Wohnen GmbH, Hamburg (100 %)
- Colonia Immobilien Verwaltung GmbH, Hamburg (100 %)
- Colonia Portfolio Ost GmbH, Hamburg (100 %)
- Colonia Portfolio Berlin GmbH, Hamburg (100 %)
- Colonia Portfolio Bremen GmbH & Co. KG, Hamburg (100 %)
- Colonia Portfolio Hamburg GmbH & Co. KG, Hamburg (100 %)
- Colonia Wohnen Siebte GmbH, Hamburg (100 %)
- Colonia Portfolio Nauen GmbH & Co. KG, Hamburg (100 %)
- TAG Wohnimmobilien Halle GmbH & Co. KG, Hamburg (100 %)

(Stand 31. Dezember 2023)

## Eigentümerstruktur
- Streubesitz (13,35 %)
- TAG Immobilien (84,20 %)
- Knoesel & Ronge Vermögensverwaltung GmbH & Co. KG (0,89 %)
- Aramea Asset Management AG (0,79 %)
- TBF Global Asset Management GmbH (0,32 %)
- Axxion SA (Luxembourg) (0,23 %)
- Spirit Asset Management SA (0,20 %)
- BTG Pactual Europe S.A. (0,02 %)

(Stand 31. Dezember 2023)